# 淺田千亜希
淺田 千亜希（あさだ ちあき、1972年9月29日）は、徳島県徳島市出身の競艇選手。
登録番号3645。徳島支部所属。師匠は濱村芳宏。ニックネームは「チャッピー」。

## 来歴
- 1993年5月：鳴門競艇場 一般戦でデビュー
- 1993年7月：児島競艇場 一般戦で初勝利
- 1997年6月：下関競艇場 一般戦で初優勝
- 1997年9月：芦屋競艇場 女子リーグ戦優勝でこの年2回目の優勝としたがその後3年間優勝無し
- 2000年10月：児島競艇場 女子リーグ戦で久々の優勝を挙げると翌2001年は優勝5回の大活躍その後もコンスタントに優勝し、2009年に女子リーグ戦を卒業した
- 2010年5月：児島競艇場 男女混合戦で初優勝し通算33優勝、W優勝の女子の部も含む女子戦は通算32優勝
- 2010年10月10日：一般男性と入籍。2011年より産休に入り2011年10月25日に第1子（男児）を出産
- 2012年11月11日：鳴門競艇場 混合一般戦（この当時は産休明けの出走回数不足でB2級と女子戦は斡旋停止中）の第9レースで通算1000勝達成、女子では12人目[1]
- 2013年3月31日：徳山競艇場 オール女子戦で産休明けで優勝（通算35優勝）

## 主な出場歴
- SG出場
  - 総理大臣杯競走＝2002年3月平和島競艇場（優勝5回）・2008年3月児島競艇場（優勝6回）
  - 全日本選手権競走＝2006年10月福岡競艇場（勝率7.73）・2008年10月丸亀競艇場（勝率7.41）
  - 笹川賞＝2009年5月福岡競艇場（ファン投票29位）・2010年5月浜名湖競艇場（ファン投票38位）
  - SG戦記録
    - SG初勝利＝2006年10月26日福岡競艇場2R
    - SG初F＝2008年3月27日児島競艇場（総理大臣杯競走）9R
- 女子王座決定戦競走
  - 優出3回　準優出8回　出場14回（優先出場10回）/21回
- 四国地区選手権競走
  - 優出1回　準優出4回　出場11回/21回
- 女子選手勝率第1位＝2005年前期・2006年前期（2回）

## 記録
- エリア別優勝数 (女子戦/一般戦)

【関東】桐生(1)・戸田(1)・江戸川(0)・平和島(1)・多摩川(1)
【東海】浜名湖(2)・蒲郡(1)・常滑(0)・津(3)
【近畿】三国(1)・琵琶湖(3)・住之江(2)・尼崎(1)
【四国】鳴門(4)・丸亀(0)
【中国】児島(3/1)・宮島(1)・徳山(2)・下関(3)
【九州】若松(0)・芦屋(2)・福岡(1)・唐津(1)・大村(2)
【優勝数】通算37優勝

- 連続優出 9（2004年9月 住之江〜2005年1月 下関）

（1）住之江→（2）江戸川→（3）津→（4）琵琶湖→（5）若松→（6）平和島→（7）尼崎→（8）唐津→（9）下関
- 年間最多優出 16（2004年）
- 年間最多優勝 6（2007年）

（1）住之江（2）多摩川（3）浜名湖（4）住之江（5）児島（6）徳山
- 連勝記録 10（2007年11月26日：児島競艇4日目後半 〜 12月4日：徳山競艇4日目後半まで）

## 人物・エピソード
- 徳島県立城東高等学校卒業[2]。
- 小1から水泳をやっており、高校時代は飛び込みの選手として国体・インターハイにも出場。
- 比較的フライングが多く(通算29回)、F2（期間フライング2回）になることもしばしばある。
- フライングを持っていてもスリットを攻めて来るので、外枠で人気薄のときに度々高配当を提供する。